# Jüdische Küche (Israel)

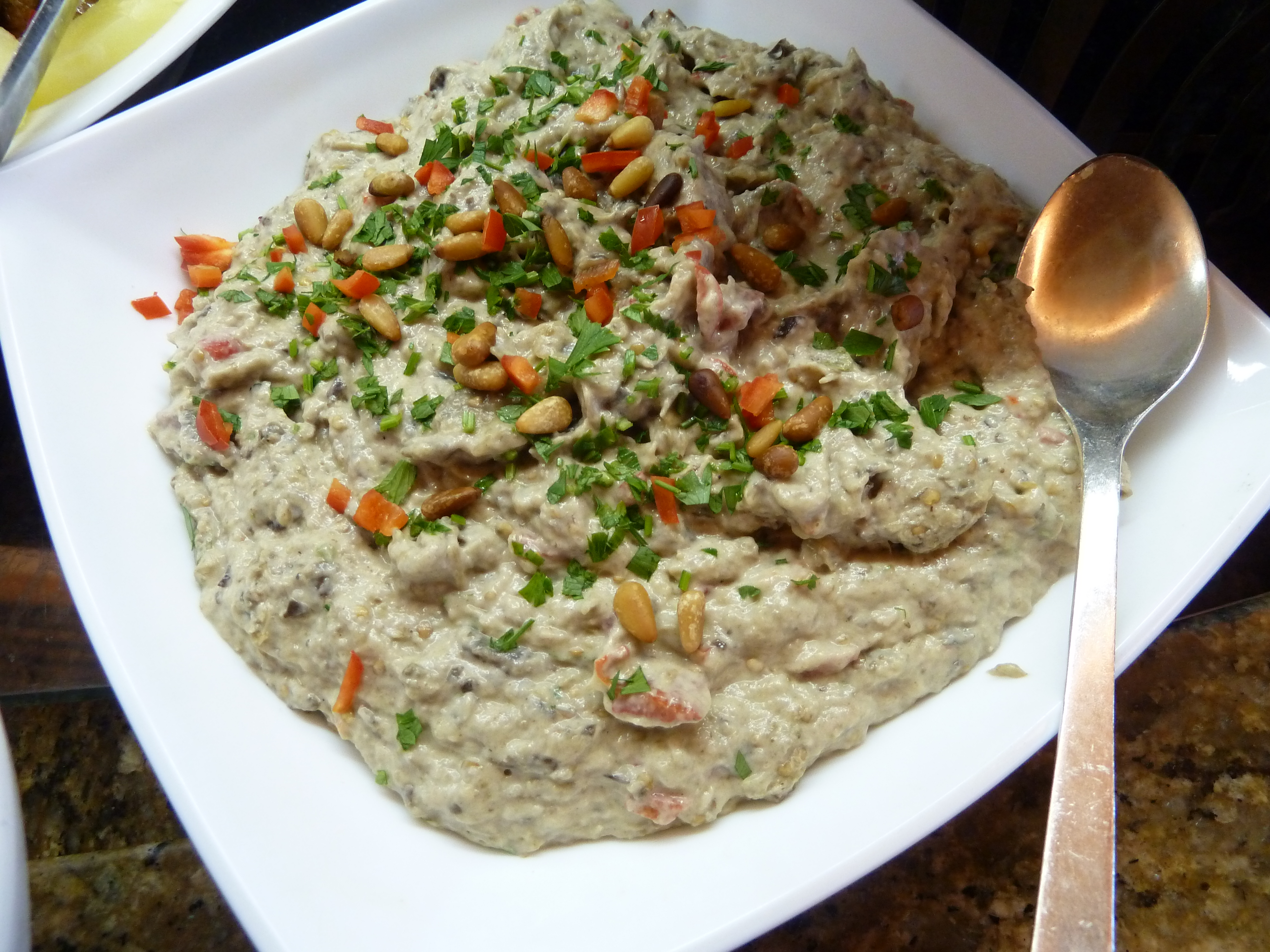
Auberginensalat mit Mayonnaise

Die Jüdische Küche in Israel umfasst sowohl die traditionellen Gerichte der Region als auch die von Juden aus der Diaspora nach Israel mitgebrachten. Sie besteht insbesondere aus der Kochkunst der Mizrachim, der Sephardim und der Aschkenasim. Sie enthält viele Speisen, die traditionell in der orientalischen Küche und in der Mittelmeerküche gegessen werden. Darüber finden sich auch viele traditionell jüdische Speisen aus dem zentral- und osteuropäischen Raum (diese sind unter anderem von den moldawischen, polnischen, ungarischen, ukrainischen, russischen, lettischen, tschechischen, aber auch von irischen, britischen und deutschen Juden beeinflusst worden). 
Die Verfügbarkeit der in der Mittelmeerregion gängigen Lebensmittel, besonders bestimmter Arten von Früchten und Gemüse, Milchprodukten und Fisch, hat sich auf die Küche Israels ausgewirkt. Die Einhaltung der jüdischen Speisegesetze, welche die Zubereitungsweise und die Verfügbarkeit bestimmen, und die Speisegebräuche am Sabbat und an den jüdischen Feiertagen spielen eine große Rolle.

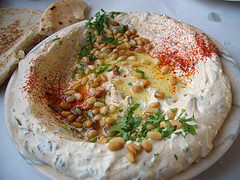
Hummus mit Pinienkernen

## Geschichte
Die jüdische Gemeinschaft, die im Land Israel lebte, bevor 1881 die zionistische Immigration begann, wird alter Jischuw genannt. Gekocht wurde hier auf sephardische Weise. In Jerusalem entwickelten sie sich zu einem eigenen kulinarischen Stil,  der Jerusalemer sephardischen Küche. Zu dieser Küche gehören Teigtaschen wie Samosa, Pastel und Börek, Gemüsegratins, gefüllte Gemüse und Pilaws aus Reis oder Bulgur, die nun als klassische Jerusalemer Gerichte gelten. Gruppen von Chassidim aus Mittel- und Osteuropa brachten im späten 18. Jahrhundert die typische aschkenasische Küche mit, von der sie jedoch ausgeprägte lokale Varianten entwickelten. Mit der Ersten Alija 1881 begann eine größere Zahl von Juden aus Mittel- und Osteuropa, insbesondere aus Polen und Russland, nach Palästina einzuwandern. Aus ideologischen Gründen und wegen des Mittelmeerklimas legten diese zionistischen Pioniere die aschkenasische Kochweise ab, mit der sie aufgewachsen waren, und wandten sich stattdessen den lokalen Produkten zu. Das erste hebräische Kochbuch, verfasst von Erna Meyer und 1930 vom palästinensischen Verband der internationalen zionistischen Frauenorganisation (WIZO) herausgebracht, wies die Köche an, mediterrane Kräuter, orientalische Gewürze und die vor Ort wachsenden Gemüse zu verwenden.
Der Staat Israel sah sich zu Beginn großen Herausforderungen gegenüber und die Zeit von 1948 bis 1958, hebräisch צנע (Zena: „Mäßigung, Genügsamkeit“) genannt, war geprägt durch Lebensmittelrationierung und Austerität. In diesem Jahrzehnt strömten über eine Million jüdischer Einwanderer in den neuen Staat. Dort waren nur Grundnahrungsmittel erhältlich, und um die traditionellen Gerichte der Herkunftsethnien zu kochen, musste auf Ersatzzutaten und „Fälschungen“ zurückgegriffen werden. Teilweise haben diese Abwandlungen als ein Erbe der damaligen Zeit überdauert. Hubeza, eine lokale Malvenart, wurde während des Israelischen Unabhängigkeitskrieges zu einer wichtigen Nahrungspflanze. In den vergangenen Jahren haben Kochbuchverfasser in Israel dazu angeregt, Hubeza zum israelischen Unabhängigkeitstag zuzubereiten.